# Ndian
Le Ndian est un département du Cameroun situé dans la région du Sud-Ouest. Son chef-lieu est Mundemba.

## Arrondissements
Le département compte 9 arrondissements :
| COG    | Communes      | Chef-lieu     | Superficie (km²) | Population (2005) |
| ------ | ------------- | ------------- | ---------------- | ----------------- |
| SW0501 | Mundemba      | Mundemba      | 1 857            | 14 385            |
| SW0502 | Ekondo-Titi   | Ekondo-Titi   | 696              | 56 503            |
| SW0503 | Bamusso       | Bamusso       | 658,3            | 19 230            |
| SW0504 | Isanguele     | Isanguele     | 332,1            | 3 476             |
| SW0505 | Idabato       | Idabato       | 120,8            | 3 482             |
| SW0506 | Kombo-Itindi  | Kombo-Itindi  | 375,9            | 2 958             |
| SW0507 | Kombo-Abedimo | Kombo-Abedimo | 251              | 2 146             |
| SW0508 | Dikome-Balue  | Dikome-Balue  | 404,7            | 13 364            |
| SW0509 | Toko          | Toko          | 1 492            | 7 035             |

## Communes
Le département est découpé en 9 communes :
- Bamusso
- Dikome-Balue
- Ekondo-Titi
- Idabato
- Isanguele
- Kombo-Abedimo
- Kombo-Itindi
- Mundemba
- Toko